# Franco Ghione
Franco Ghione (Acqui Terme, 1886 – Roma, 1964) fue un director de orquesta italiano, además de violinista y compositor.
Se graduó en el conservatorio de Parma y se convirtió en violinista en el teatro de Parma y el Augusteo de Roma. Empezó su carrera como director en el año 1913 y dirigió en muchos teatros de ópera, incluida La Scala.  Su primera aparición en La Scala data de la temporada 1922/23 con representaciones exitosas de la Manon de Massenet y Lucia di Lammermoor de Donizetti. De entonces en adelante, lo invitaron con regularidad a dirigir en los principales teatros de ópera del mundo, y con las mejores voces de la época.
Dirigió la orquesta sinfónica de Detroit en el período 1936-1940, donde se dice que, debido a que no podía hablar inglés, "explotaba frustrado" cuando sus instrucciones no se entendían. Después trabajó en Buenos Aires, Río de Janeiro y Sídney, antes de regresar a Italia.
Compuso, entre otras cosas, Suol d'Aleramo para orquesta de cámara, una sonata en mi menor para violín y piano y otras piezas líricas y música instrumental de cámara.
Ha dejado numerosas e interesantes grabaciones, entre ellas se recuerda especialmente un Pagliacci (de Leoncavallo) con Beniamino Gigli, Turandot de Puccini con Gina Cigna, Francesco Merli, y Magda Olivero; y La traviata de Verdi con Maria Callas.